# 若林健治
若林 健治（わかばやし けんじ、1958年2月23日 - ）は、日本のアナウンサー（中部日本放送 → 日本テレビ → フリー）、ナレーター。愛称は、わかちゃん。ボイスオン所属。
東京都渋谷区出身。血液型はO型。
法政大学自主マスコミ講座元講師、日本ベンチャー大学講師、若林健治アナウンススクール主宰。
「プロレスとは裸の詩、心の詩、漢の詩、涙の詩、魂の詩!」という絶品の語り口で若林節とも呼ばれるようになる。

## 来歴・人物
少年時代はジャイアント馬場のファンであり、『日本プロレス中継』を欠かさず見ていたが、中学生以降はプロレス観戦から離れた。馬場が負けたときは、ショックで翌日に登校拒否した事もあったという。
埼玉県立浦和西高等学校卒業後に社会人を経て法政大学法学部政治学科に進学。在学時にフリーアナウンサーの山本勇主宰のアナウンススクール・山本勉強会第1期生として受講する。大学卒業後の1981年にアナウンサーとして中部日本放送へ入社。
入社3年目の1983年に、CBCテレビの情報帯番組『夕焼けワイド510』の司会を務めるなどしていたが、山本の紹介でかつて面会していた日本テレビアナウンス部長（当時）の舛方勝宏から移籍の打診を受け、1984年に中部日本放送を退社し日本テレビへ中途入社。
日本テレビ移籍以降は、情報番組、報道番組、陸上・プロレスなどのスポーツ中継などで活躍。移籍直後から倉持隆夫に次ぐ二番手のプロレス実況アナウンサーとなり、1990年の倉持異動後はメインの実況担当となる。1995年4月から3年間、系列のラジオ日本に出向。『若林健治のときめきみなとステーション』、選挙特番、防災特番、開局特番などを担当した。1998年4月に日本テレビに復帰。その後は、『ルックルックこんにちは』などの情報バラエティ番組の1コーナーやナレーションを中心に活躍した。2002年10月からは日本テレビとラジオ日本のアナウンサーを兼務し、『ガイジンさん大指摘!爆笑!日本人の急所!』のパーソナリティも務めた。
2006年6月でアナウンス部を離れて事業局へ異動。
2007年には日本テレビ主催のイベント「GO!SHIODOMEジャンボリー」の一環として、プロレスリング・ノアの街頭プロレスを企画・立案した。また、イベントCMのナレーションを担当したこともある。
これまでのアナウンサー生活で最も感動した実況として1991年世界陸上競技選手権大会東京大会での男子50km競歩を挙げている。このレースは台風直撃の過酷なコンディションで行なわれ、5時間近い中継の中でソ連2選手の肩組ゴールインや今村文男選手の7位入賞など話題の多いレースとなった。
2007年12月31日をもって日本テレビを退社し、フリーアナウンサーへ転向。スポーツ実況、ドラマ、CM、ナレーター等でも活躍する。

## 若林健治とプロレス

### 実況担当開始から全盛期
上記の舛方からの移籍オファーは、BBCに出向する松永二三男の後任として、『全日本プロレス中継』を担当することを前提としたものであった。面会したときに偶然プロレスの話になり、若林が熱く語っていたのを舛方が憶えていたことによる。
『全日本プロレス中継』の担当となった1984年当時は、セミファイナルとメインイベントの実況は倉持が担当しており、馬場がセミファイナルとメインイベントに出場する試合の実況を担当する事はなかったが、1992年10月に行われた全日本プロレス旗揚げ20周年記念試合である馬場&スタン・ハンセン&ドリー・ファンク・ジュニアVSテリー・ゴディ&アンドレ・ザ・ジャイアント&ジャンボ鶴田の実況を担当した。若林は前日に資料を徹夜で作成した他、「馬場さんを実況できることは、私にとって特別だった。子供の頃の私は馬場になりたかったんですから。これ以上の幸せはなかった」と述べている。
1986年6月5日の大阪大会でザ・ロードウォリアーズvsスーパー・ストロング・マシン&高野俊二（試合はキラー・カーンが代わって出場）戦の実況を担当し、試合後にキラー・カーンが長州に造反した際に「恩知らずのキラー・カーン!!」と実況したことから、後述の『プロレスニュース』などでは「若林恩知らず健治」とも呼ばれる様になった。
1990年4月に行われ、最後の「鶴龍対決」となった鶴田VS天龍源一郎の実況を担当した際は、「これからは、鶴田VS天龍の名勝負を実況できるぞ」と燃えていたが、その直後に天龍が全日本プロレスを退団。天龍退団の報道が出た際には、ショックだったという。
1990年のSWSの出現により、多くの選手が離脱してしまい全日本プロレスが崩壊の危機を迎えた時期には「命に賭けても守りたいプロレス、それが全日本プロレス！」と実況したり、また「このオー！は、福井に対してのオー！か？」と鶴田の「オー！」を、同日同時刻に行われたSWSの福井でのプレ旗揚げ戦を明らかに意識して実況している。だが、時を経て当時のプロレス界におけるSWSの重要性に気付きはじめ、「失礼なことを言ってしまった」と天龍に直々に謝罪した（下記著書による）。
1990年には倉持に代わりメイン実況となり、鶴田軍対超世代軍、四天王プロレスの幾多の戦いを名セリフとともに伝えた。解説者の竹内宏介とのコンビは「若竹コンビ」と言われた。

### 流転
1994年4月、全日本プロレス中継の放送時間が視聴率低下の影響で60分から30分に縮小されたことに憤慨した若林は、同月の川田利明対スティーブ・ウィリアムス戦（チャンピオン・カーニバル決勝戦）の実況中に「30分が悔しいんです!」「戻せ1時間枠!」と叫んだ。これが日テレ上層部の逆鱗に触れ（視聴者の抗議がくることを恐れた日本テレビが出向を命じたという説もある）、系列ラジオ局のラジオ日本への出向に至ったといわれるが、若林や当時の中継担当プロデューサーの今泉富夫は、この発言と出向に因果関係はない、と否定している。
そのほか、中継内の「プロレスニュース」に若林は嫌悪感を示し、福澤朗の代行で入った際に「私はこの『プロレスニュース』 が嫌いです、大嫌いです、誰が何と言っても嫌いです！　身内からも賛否両論、…『プロレスニュース』をお伝えしました」と締めたこともある。のちに若林本人が明かしたことによれば、これは「演技半分、本音半分」の発言であったという。
担当を外れた後も視聴者からの再登板を要望する声は高く、日テレ復帰後の1999年に全日本プロレス中継にも復帰。ファンの声でプロレス中継にカムバックしたアナウンサーは史上初であり、本人は復帰にあたり視聴者に向け感謝の言葉を述べた。復帰直後の日本武道館大会では「若林コール」が起きた。当時は既に平川健太郎がプロレス担当チーフアナウンサーとなっており、若林はセミファイナルの試合を担当することが多かったが、メインイベントの実況にも頻繁に起用されていた。2000年に発売されたドリームキャスト用ゲームソフト『GIANT GRAM 2000 全日本プロレス3 栄光の勇者達』の実況音声も担当している。
2000年2月27日、秋山準が三沢からシングル初勝利を挙げた試合を実況。「秋山が勝ったー!」と絶叫した。しかし、復帰から1年もしないうちに、当時の三沢社長を中心とした大量離脱から日本テレビの全日本プロレス中継が打ち切りとなり、再びプロレスと縁が切れた。
日本テレビは全日本プロレス分裂後、三沢率いるプロレスリング・ノアの試合中継へ切り替えたが、ノア中継の実況を行うことはなかった。
全日本分裂から3年後、ノアの日本武道館大会（メインは三沢vs小橋建太）が行われた2003年3月1日に、NEO女子プロレスの板橋産文ホール（現：板橋区立グリーンホール）大会のメイン終了後に収録された『ぐるぐるナインティナイン』の「変装バカデミー賞」（同年3月14日放送、ホンコンが赤コーナーに扮した）を最後にしばらくマイクから遠ざかっていた。全日本プロレス中継の勇退後は『ズームイン!!SUPER』などの情報番組で活躍した。しかし、2006年6月に事業局へ異動。アナウンサーとしてのキャリアを一度は断念することとなった。

### 現場復帰
プロレス中継への情熱が消えることのなかった若林は、2007年の暮れに日テレを退職し、フリーアナウンサーに転向することを決め、これを機に実況活動を再開、FIGHTING TV サムライ、GAORAでのプロレス実況、2008年2月11日の健介オフィスと3月1日の全日本プロレス（ペイ・パー・ビュー生中継）の実況を行った。
2010年1月16日、1月17日に行われたNOAH赤レンガ倉庫2連戦のサムライTVの中継を担当。
またフリー転向時から、後進の育成にも積極的に取り組んでおり、2010年8月1日、念願だったアナウンススクールを新宿にて開校する。本人が苦学生であったことから、破格の授業料で実施。多数の内定者を輩出している。
2014年11月7日、埼玉県蕨市のレッスル武闘館にてアナウンススクール主催「恩知らずプロレス『胸突き八丁Vol.1』」を開催した。

## エピソード
猫を飼っている。代々「ぴー」と名付けている（オフィシャルブログ2009年10月30日付）。

## 出演

### テレビ番組
中部日本放送
- 夕焼けワイド510
- 0時半です松坂屋ですカトレヤミュージックです

日本テレビ、日テレジータス
- 全日本プロレス中継
- サッカー・NFL・駅伝・マラソン・陸上・プロレス・柔道・ボクシング・キックボクシング・空手・相撲などのスポーツ中継。
- どんまい!!スポーツ&ワイド
- ルックルックこんにちは「ドキュメント女ののど自慢」ナレーション - 若林がラジオ日本へ出向中は、先輩アナの今井伊佐男が代行していた。
- 午後は○○おもいッきりテレビ「知れば知るほどそれよさそう!」ナレーション
- ズームイン!!SUPER
- NFL on G+
- からだ元気科（ナレーター）
- ニュース朝いち430「蔵出しニュース」ナレーター
- ブラックワイドショー
- スーパージョッキー「熱湯コマーシャル」の実況担当アナ・熱湯アナ - 一時期出演。
- 天才・たけしの元気が出るテレビ!! - 飯田覚士が出場した中日本新人王戦予選を実況。若林は「俺は必ず世界チャンピオンになるっ!」「おっ、飯田覚士っ!眉毛が太いっ!」などと、全日本プロレス中継での初期を彷彿とさせるめちゃくちゃな実況をやってのけ、試合の映像を観た司会のビートたけしを「『眉毛が太い』って、大きなお世話だよ」と苦笑させていた。
- レッツ・ゴー!永田町（2001年）第7話
- 日テレ7（2008年）ナレーター
- 弱くても勝てます 〜青志先生とへっぽこ高校球児の野望〜（2014年）野球実況アナウンサー 役（第9話・第10話）
- 至高の昭和プロレス名勝負列伝（G+）

テレビ東京
- 全日本プロレス中継 プロレス LOVE IN 両国（2008年9月15日）諏訪魔vs太陽ケアの三冠ヘビー級選手権の実況を担当。 この実況は、スカチャン162でPPV生中継されている。
- 東京都議会
- 世界柔道（ナレーション）

BSフジ
- 山中秀樹のあそびにマジメ（ナレーション）

FIGHTING TV サムライ
各プロレス団体の1か月の様子をまとめた番組でナレーションを担当。
- ゼンニチ王道通信（全日本プロレス）
- ノア方舟通信（プロレスリング・ノア）
- W-1閃光通信（WRESTLE-1）
- ゼロワン熱血通信（ZERO1）

WOWOW
- 開局25周年記念連続ドラマ「沈まぬ太陽」

BS11
- 全日本学生柔道優勝大会

BS-TBS
- にっぽんイイね!こだわり鉄道旅 駅弁!食べつぶしたび（2017年12月23日 - ）
- 水曜日のダウンタウン（2023年4月26日）

### ラジオ番組
ラジオ日本
- 若ちゃんの今日も絶好調
- 若林健治のときめきみなとステーション
- 若林健治のスポーツタイプ
- 若林健治のスポーツコンタクト
- ガイジンさん大指摘!爆笑!日本人の急所!
- 土曜の夜は若ちゃんです
- 美空ひばり大全集
- 全日本トラック協会プレゼンツ・スポーツスペシャル　WBC世界ジュニアフェザー級タイトルマッチ（1996年3月3日、全国民放ラジオ36局ネット）ダニエル・サラゴサvs辰吉丈一郎第1戦、辰吉側レポーター
  - その後も1996年 - 1997年頃にかけ、辰吉丈一郎の世界戦をラジオ日本が中継した際、「番組ナビゲーター」を何度か務めている。

### 映画
- ガメラ 大怪獣空中決戦（1995年） - ニュースキャスター 役
- 模倣犯（2002年） - アナウンサー 役
- 青天の霹靂（2014年） - ニュースキャスター 役

### CM
- VISA「自動車保険もgo with Visa」篇（2009年） - 実況アナ 役[18]
- JT・ルーツ アロマブラック「加藤さん篇」（2009年）
- 大正製薬「リポビタンファイン」散歩編（2009年）[19]
- アサヒスーパードライ「東京オリンピック」編
- タカラトミー

### 舞台
- 新国立劇場「アレー人」（2014年）

### ネット配信
- NECのウェブサイト「121ware.com」にて「けんじ・まどかの新商品レビュー」コーナーを担当。

### ゲーム
- GIANT GRAM 2000 全日本プロレス3 栄光の勇者達（ドリームキャスト用ソフト、セガ、2000年8月10日発売） - 実況

### その他
- サンスター「緑でサラナ」インフォマーシャル
- きもの世界大会司会
- 全国育樹祭総合司会
- 神田プロレス実況
- 町田プロレス実況

## 著書
- プロレスのために日本テレビを辞めた男（2008年、ブレインナビ）ISBN 978-4904293096